# Sainte-Engrâce
Sainte-Engrâce település Franciaországban, Pyrénées-Atlantiques megyében. Lakosainak száma 172 fő (2022. január 1.). Sainte-Engrâce Licq-Athérey, Haux, Lanne-en-Barétous, Arette, Isaba és Larrau községekkel határos.

## Népesség
A település népessége az elmúlt években az alábbi módon változott:
| Lakosok száma | 211  | 198  | 195  | 193  | 193  | 195  | 187  | 180  | 172  |
|               | 2013 | 2015 | 2016 | 2017 | 2018 | 2019 | 2020 | 2021 | 2022 |